# 前田知沙樹
前田知沙樹（1998年7月22日—）是一名日本女子高山滑雪運動員，主攻迴轉項目。2025年，她獲得亞洲冬季運動會女子迴轉項目金牌。

## 外部連結
- 官方网站 （日語）
- 前田知沙樹的Instagram帳戶
- Chisaki Maeda在FIS (alpine)（英语）
- Chisaki Maeda在Olympedia（英语）